# Не будь злым
«Не будь злым» (итал. Non essere cattivo) — итальянский криминальный фильм режиссёра Клаудио Калигари. Мировая премьера ленты состоялась 7 сентября 2015 года во внеконкурсной программе Венецианского кинофестиваля. Фильм был выдвинут Италией на премию «Оскар» в категории «лучший фильм на иностранном языке», однако не был номинирован.

## Сюжет
Чезаре и Витторио — лучшие друзья, которые проводят каждую ночь, принимая наркотики и всячески развлекаясь, а днём занимаются мошенничеством, чтобы хоть как-то раздобыть денег. Однажды Витторио после принятия очередной дозы таблеток видит несколько галлюцинаций, до смерти напугавших его. Он решает изменить свою жизнь, находит работу на стройке и пытается привлечь к ней и Чезаре, чтобы спасти того от самого себя. Чезаре честно пытается, даже заводит постоянную девушку и планирует будущую жизнь с ней, но уйти от старых привычек оказывается совсем не просто...

## В ролях
- Лука Маринелли — Чезаре
- Алессандро Борги — Витторио
- Сильвия Д'Амико — Вивиана
- Роберта Маттеи — Линда
- Алессандро Бернардини — Брутто
- Валентино Кампителли — Грассо
- Данило Каппанелли — Лунго
- Мануэль Рулли — Корто
- Элизабетта Де Вито — мать Чезаре

## Награды и номинации
- 2015 — 8 призов Венецианского кинофестиваля: приз Пазинетти за лучший фильм, FEDIC Award, Gillo Pontecorvo-Arcobaleno Latino Award, Schermi di Qualità Award, Sorriso Diverso Venezia Award за лучший итальянский фильм (все — Клаудио Калигари), AssoMusica Award (Риккардо Синигалья за песню «A cuor leggero»), приз Пазинетти лучшему актёру (Лука Маринелли), NuovoImaie Talent Award за лучший дебют итальянского актёра (Алессандро Борги).
- 2016 — премия «Давид ди Донателло» за лучший звук (Анджело Бонанни), а также 13 номинаций: лучший фильм (Клаудио Калигари), продюсер, режиссура (Клаудио Калигари), сценарий (Клаудио Калигари, Джордано Меаччи, Франческа Серафини), актёр (Лука Маринелли и Алессандро Борги), актриса второго плана (Элизабетта Де Вито), операторская работа (Маурицио Кальвези), работа художника (Джада Калабрия), музыка (Паоло Вивальди, Алессандро Сартини), костюмы (Кьяра Феррантини), грим (Лидия Мини), причёски (Шарим Сабатини).
- 2016 — 5 премий «Серебряная лента»: награда года (Клаудио Калигари), премия имени Грациэллы Бонакки (Алессандро Борги), лучший продюсер (Пьетро Вальсекки), лучшая операторская работа (Маурицио Кальвези), лучший звук (Анджело Бонанни).